# Aznar I. Galíndez
Aznar I. Galíndez (umro 839.) bio je grof Aragonije od 809. do 820., nasljednik Aureola Aragonskog. Znan je i kao Aznard.
Od gubitka Aragonije, do svoje smrti 893. godine, Aznar I. je bio grof Cerdanye i Urgella. Neka vrela ga također spominju i kao grofa Jace.

## Obitelj
Aznar I. je bio praunuk Galinda, vjerojatno osnivača familije koja je ušla, zajedno s Francima, u regiju.
Bio je oženjen nepoznatom damom, a imao je s njom četvero djece:
- Matrona Aznárez, udana za Garciju I. Galíndeza, koji je smjenio Aznara i vladao od 820. do 833.[1]
- Etil Aznárez
- Kentulf Aznárez
- Galindo I. Aznárez, grof Aragonije od 844. do 867., te Urgella i Cerdanye.

## Vazalstvo
Aznar I. je bio franački vazal. Pretpostavlja se da je 820. to vazalstvo prekinuto zbog približavanja Pamploni i dinastiji Banu Qasi u Dolini Ebra. Zbog toga je izgubio Aragoniju, iako je dobio Urgell i Cerdanyu.